# Crinipellis sarmentosa
Crinipellis sarmentosa (лат.) — гриб семейства Marasmiaceae, фитопатоген многих тропических деревьев, включая какао. Характеризуется типичными для вида белыми ризоморфами.

## Синонимы
- Chamaeceras sarmentosus (Berk.) Kuntze, 1898
- Marasmius sarmentosa Berk., 1846
- Polymarasmius sarmentosus (Berk.) Murrill, 1915

## Распространение
Вид впервые описан на образце из Ямайки. Как фитопатоген встречается в настоящее время как в атлантической, так и в тихоокеанской тропических зонах.

## Патология какао
C. sarmentosa вызывает грибковое поражение деревьев какао и некоторых других тропических деревьев, называемое «ядовитый конский волос» (horse hair blight). При поражении дерева белые волокна грибка развиваются на листьях и ветвях. Листья буреют и отмирают, но остаются на дереве за счёт грибкового роста.
Похожее грибковое заболевание чайного куста вызывается родственным грибком Marasmius equicrinis.